# Зінкевич Ігор Ілліч
Ігор Ілліч Зінкевич (23 березня 1958, Львів) — радянський ватерполіст, тепер — український тренер із водного поло. Виступав на позиції воротаря. Майстер спорту СРСР (1978), заслужений тренер України (1996), заслужений працівник фізичної культури і спорту України. Головний тренер «Динамо» (Львів).
Закінчив Львівський інститут фізичної культури (1981). Гравець (1974–87), капітан (1980–86), тренер (1987–95), гол. тренер (1995—2016) команди «Динамо» (Львів). Водночас працював тренером молодіжної збірної України (1995–99), яка двічі виступала у фіналі першостей Європи та світу; головним тренером (1999—2000) і тренером (2000–04) національної збірної України.
Учитель водного поло у Львівському державному училищі фізичної культури.Голова Федерації водного поло Львова.Член Президії ГО «ЛООФСТ «Динамо» України» від 12.3.20 р..